# 布朗炸雞店屠殺事件
布朗炸雞店屠殺事件（英語：Brown's Chicken massacre）是1993年1月8日在美國伊利諾州帕拉丁，一間布朗炸雞快餐店發生的屠殺事件，當時兩名強盜殺害了店內的7名僱員。該案一直懸而未決，直到2002年3月，也就是謀殺案發生9年多之後，一名女子安妮·洛克特出面指控她的前男友 詹姆斯·德戈爾斯基（James Degorski）和他的同夥胡安·盧那（Juan Luna）參與了犯罪活動。警方使用謀殺現場的DNA樣本與其中一名嫌疑人胡安·盧那進行了匹配。盧那於2007年受審，被判犯有7項謀殺罪，並被判處無期徒刑。另一名襲擊者詹姆斯·德戈爾斯基於2009年被判所有7項謀殺罪名成立，並被判處終身監禁。
該事件對整個布朗炸雞店的經營產生了不利影響。事件發生後的幾個月內，所有餐廳的銷售額下降了35%，該公司最終不得不關閉芝加哥地區的100家餐廳。